# Paul Barth (schermidore)
Paul Barth (9 maggio 1921 – Basilea, febbraio 1974) è stato uno schermidore svizzero, vincitore di una medaglia di bronzo nella scherma ai giochi olimpici.